# Deltopectinidae
Deltopectinidae zijn een uitgestorven familie van tweekleppigen uit de orde Pectinida.